# Sankhja
Sankhja (sanskryt सांख्य, sāṁkhya) – dualistyczny, ortodoksyjny, to znaczy uznający autorytet wed, system filozofii indyjskiej. Według Sankhji świat powstał w wyniku współdziałania dwóch zasad: ducha – purusza i materii – prakryti Istotą jak każdego klasycznego systemu indyjskiego jest nauka o wyzwoleniu. Kierunek ten określa kondycje człowieka i naucza w jaki sposób zdobyć zrozumienie wyzwalające.

## Budowa świata
Purusza jest zasadą obdarzoną świadomością, trwałą, niezmienną. Prakriti natomiast jest zmienna, nietrwała, nieświadoma; przejawia się ona poprzez trzy guny:
- sattwę – światło, element przyjazny, rozumność, myślenie, mądrość
- radźas – ruchliwość, zmienność
- tamas – ciemność, tępota, głupota, inercję, element hamujący.

W czasie swojego oddziaływania, guny łączą się w najróżniejszy sposób: to łącząc się parami powodują powstawanie trzeciej cechy, to znów wspierają się lub znoszą swoje działanie. Cała aktywność świata przejawia się dzięki oddziaływaniom gun (cech) natury materialnej.
Dzięki aktywności materii powstają 23 elementy rzeczywistości materialnej:
- Intelekt (buddhi) – jego istotą jest określone poznanie i decydowanie,
- Świadomość własnego „ja” (ahamkara) – występująca w trojakiej postaci, w zależności od tego, która z gun w niej dominuje:
  - gdy przeważa cecha dobroci, nosi ona nazwę „polegającą na przekształceniu” (vaikarika)
  - gdy przeważa namiętność nazywa się „ogniową” (taidźasa)
  - gdy przeważa ciemność – „źródłem elementów” (bhutadi)
- Umysł (manas) – jest narzędziem woli
- 10 zmysłów (indrija) – dzielą się na 4 grupy:
  - 5 narządów poznania (buddhindrija)
    - słuch (śrotra)
    - skóra (twać)
    - oczy (ćakszus)
    - język (jihwa)
    - zapach (ghrana)

  - 5 narządów działania (karmendrija)
    - mowa (wać)
    - ręce (pani)
    - stopy (pada)
    - narząd wypróżniania się (paju)
    - narząd płciowy (upastha)

  - 5 elementów subtelnych (tanmatra)
    - dźwięk (śabda)
    - dotyk (sparśa)
    - kształt (rupa)
    - smak (rasa)
    - zapach (gandha)

  - 5 elementów grubych (mahabhuta)
    - eter (akaśa)
    - wiatr (waju)
    - żar (tedźas)
    - woda (apas)
    - ziemia (prythiwi)

Dodając 23 elementy materialne i duszę jako kolejny element rzeczywistości, otrzymujemy 24 elementy, z których składa się świat.

## Człowiek
Człowiek składa się z:
- duszy
- ciała zewnętrznego (grubego),
- ciała subtelnego z organem psychicznym będącym nosicielem wędrówki duszy.

Organ psychiczny to:
- 5 narządów działania (narządy zewnętrzne),
- 5 narządów poznania (narządy zewnętrzne)
- umysł (narząd wewnętrzny),
- świadomość własnego „ja” (wewnętrzny),
- intelekt (narząd wewnętrzny),

Dzięki organom zewnętrznym, człowiek przyswaja sobie wrażenia ze świata zewnętrznego, lecz dopiero za pomocą organów wewnętrznych przyswaja i wykorzystuje je. Intelekt zbiera wrażenia i przekazuje je duszy, która wszystko w nim ogląda i sądzi, że to ona sama wszystko przeżywa ulegając niewiedzy. Intelekt staje się w ten sposób nośnikiem wszystkich stanów psychicznych (bhawa), które warunkują los człowieka, jak i determinują przywiązanie lub wyzwolenie duszy.
Stany psychiczne, które warunkują przywiązanie przy spełnianiu dobrych lub złych uczynków, osadzają się w świadomości dzięki błędnej postawie duszy, która identyfikuje się z działaniami materii.
Wymienia się 8 stanów świadomości, dzielonych w myśl dążeń do uzyskania wiedzy o wyzwoleniu:
- Zasługa (dharma) – pierwszy stan świadomości i przewina (adharma) – drugi stan świadomości

Rozróżnia się 2 rodzaje zasługi i przewiny:
- - pierwszy rodzaj zasługi uzyskuje się poprzez spełnianie religijnych obowiązków
  - drugi rodzaj zasługi osiąga się przez:
    - ćwiczenie pięciostopniowego powstrzymywania (jama)
      - niekrzywdzenie żadnej istoty żywej (ahimsa)
      - mówienie prawdy (satya)
      - wstrzymywanie się od kradzieży (asteja)
      - uczciwość (akalkata)
      - zachowanie czystości płciowej (brahmaćarja)

    - ćwiczenie pięciostopniowej dyscypliny
      - nieuleganie gniewu (akrodha)
      - posłuszeństwo wobec nauczycieli duchowych (guruśuśrusa)
      - czystość (śauća)
      - umiar w jedzeniu (aharalaghawa)
      - duchowe skupienie (apramada)

Drugi rodzaj zasługi sprzyja osiągnięciu dobrych narodzin i poznania wyzwalającego.
Obydwa rodzaje zasługi są przeciwieństwem obydwu rodzajom przewiny.
- Wiedza (dźńana)- trzeci stan świadomości i niewiedza (adźńana)- czwarty stan świadomości

Rozróżnia się 2 rodzaje wiedzy i niewiedzy:
- - pierwszy rodzaj wiedzy polega na poznawaniu zwykłych przedmiotów,
  - drugi rodzaj wiedzy, to poznanie wyzwalające, polegające na uchwyceniu różnicy pomiędzy duszą a materią.

Obydwa rodzaje niewiedzy, to przeciwieństwo wiedzy.
- Niepragnienia (wiraga) – piąty stan świadomości i pragnienia (raga) – szósty stan świadomości
  - pierwszy stopień (jatamana)- asceta dążący do opanowania zmysłów, zdobywa wiedzę o zmysłach
  - drugi stopień (wjatireka) – asceta zapanował nad kilkoma zmysłami
  - trzeci stopień (ekendrija) – asceta opanował wszystkie zmysły zewnętrzne, a jego żądze pojawiają się jedynie w umyśle
  - czwarty stopień (wasitwa) – asceta panuje w pełni nad wszystkimi zmysłami i umysłem

Stopnie pragnienia są przeciwieństwem niepragnieniowości.
- Moc (aiśwarja) – siódmy stan świadomości i niemoc – ósmy stan świadomości

W ramach mocy wyszczególnia się ośmiostopniowa moc cudowną
- - człowiek może stawać się dowolnie mały (animan)
  - duży (mahiman)
  - lekki (laghiman)
  - ciężki (gariman)
  - osiągać rzeczy odległe (prapti)
  - spełniać życzenia (prakamya)
  - panować nad naturą (waśitwa)
  - zgodnie ze swoim upodobaniem wybierać sobie miejsce i tryb życia (yatrakamavasayitva)

Występowanie i oddziaływanie różnych przejawów ośmiu stanów świadomości wynika z działania/gry cech (gun) materii.

## Poznanie wyzwalające
Poznanie wyzwalające, którego naucza sankhija, polega na zrozumieniu, że:
- świat zbudowany jest z wiecznej materii i wiecznej duszy,
- materia jest aktywna i wszelkie działanie jest jej cechą,
- dusza jest cichym nieaktywnym obserwatorem.

Kiedy dusza jest wyzwolona, jest wolna od błędnego mniemania/niewiedzy i nie jest już przywiązana do działań materii, ani nie identyfikuje się z jej przejawami. Dusza obserwuje działania materii, która nie ma nad nią już żadnej władzy.
Bardzo często wraz z sankhija omawiana/przedstawiana jest joga, a to dlatego, że przyjęto, iż wyzwolenie można osiągnąć poprzez poznanie (sankhija) i kontemplację (joga). Podstawy teoretyczne dla jogi daje sankija.

## Historia Sankhji

### Starożytne korzenie sankhji
Około VIII-IV w. p.n.e. – czasy kształtowania się wczesnego buddyzmu oraz dżinizmu
- fragmenty wed:

Rygweda
Atharwaweda
- najstarsze upaniszady:

Brihadaranjaka
Ćhandogja
- Kapila (VIII w. p.n.e.) – mityczny twórca systemu Sankhjasutry

### Protosankhja
Około IV w. p.n.e. – II w. n.e.
- średnie upaniszady:

Katha
Śwetaśwatara
Maitri
- traktaty medyczne: Ćarakasanhita (Agniwesi)
- Buddhaćarita (I w. n.e.) buddysty Aśwaghoszy – relacja poglądów Arady Kalamy, nauczyciela sankhji Buddy Gautamy
- fragmenty Mahabharaty

Bhagawadgita
Mokszadharma

### Sankhja klasyczna
Około II-XI w. n.e.
- Panczasikha
- Windhjawasina (ok. V w. n.e.)

Kanakasaptati (70 złotych strof)
- Madhawa (ok. VI w. n.e.)
- Iśwarakryszna (VI w. n.e.)

Sankhjakarika
- Gaudapada (VII w. n.e.)

Bhaszja
- Waćaspati Miśra (IX w. n.e.)

Sankhjatattwakaumudi (Księżycowa poświata prawd sankhji)
- Juktidipika (anonim) (ok. IX w.)

### Renesans sankhji
Około XV–XVIII w. n.e.